# België op het Junior Eurovisiesongfestival 2007
België nam deel aan het Junior Eurovisiesongfestival 2007 in Rotterdam, Nederland. Het was de 5de deelname van het land op het Junior Eurovisiesongfestival. De selectie verliep via Junior Eurosong 2007. De VRT was verantwoordelijk voor de Belgische bijdrage voor de editie van 2007.

## Selectieprocedure
Aangezien de RTBF in 2006 was afgehaakt wat betreft deelname aan het Junior Eurovisiesongfestival, werd de beurtrol stopgezet. Hierdoor was de VRT in 2007 voor het tweede jaar op rij verantwoordelijk voor het kiezen van een kandidaat voor de internationale liedjeswedstrijd. Junior Eurosong 2007 verliep over drie fases: eerst volgde er een voorronde, op zaterdag 15 september. Hierin traden alle negen kandidaten aan. Drie vielen af. De overige zes gingen door naar de halve finale, op zaterdag 22 september. Tijdens deze show vielen er twee kandidaten af, waardoor er in de finale op 29 september vier acts aantraden. In die finale kozen de Belgen voor de band Trust, met het lied Anders. Bab werd tweede met Laat mij gerust. Er werden geen punten toegekend, er werd gewerkt met een systeem van rechtstreekse eliminatie. Nadat de vier slechtste kandidaten overbleven, koos de jury één act uit die toch naar de volgende ronde mocht.

## Junior Eurosong 2007

### Voorronde
15 september 2007
| Volgorde | Artiest           | Lied               |
| -------- | ----------------- | ------------------ |
| 1        | Mijn broer en ik  | Knallen            |
| 2        | Mona              | Alleen             |
| 3        | De Juffra's       | Te schoon voor u   |
| 4        | Trust             | Anders             |
| 5        | Jasper            | Weekend            |
| 6        | De Dalton Sisters | Verander de wereld |
| 7        | Swing             | Nu is het feest    |
| 8        | Larissa           | Blijf bij mij      |
| 9        | Bab               | Laat mij gerust    |

### Halve finale
22 september 2007
| Volgorde | Artiest           | Lied               |
| -------- | ----------------- | ------------------ |
| 1        | Bab               | Laat mij gerust    |
| 2        | Jasper            | Weekend            |
| 3        | De Juffra's       | Te schoon voor u   |
| 4        | De Dalton Sisters | Verander de wereld |
| 5        | Trust             | Anders             |
| 6        | Mijn broer en ik  | Knallen            |

### Finale
29 september 2007
| Volgorde | Artiest           | Lied               |
| -------- | ----------------- | ------------------ |
| 1        | De Dalton Sisters | Verander de wereld |
| 2        | Bab               | Laat mij gerust    |
| 3        | Mijn broer en ik  | Knallen            |
| 4        | Trust             | Anders             |

## In Rotterdam
In Rotterdam trad België reeds als tweede land van de avond op, na Georgië en voor Armenië. Aan het einde van de puntentelling stond België op de vijftiende plaats op zeventien deelnemers. Van de 19 punten waren er 12 rechtstreeks toegekend aan alle deelnemers. Enkel Nederland had punten over voor de Belgische act: zeven punten in totaal.

### Gekregen punten
| 12 punten | 10 punten | 8 punten | 7 punten    | 6 punten |
| --------- | --------- | -------- | ----------- | -------- |
|           |           |          | - Nederland |          |
| 5 punten  | 4 punten  | 3 punten | 2 punten    | 1 punt   |
|           |           |          |             |          |